# جلال‌آباد، قرقیزستان
جلال‌آباد (به قرقیزی: Жалал-Абад، جالال اباد) شهری در استان جلال‌آباد کشور قرقیزستان است که در سرشماری سال ۲۰۰۵ میلادی، ۷۰٬۱۵۷ نفر جمعیت داشته است.